# Luís de Vasconcelos e Sousa (1742-1809)
Pour les articles homonymes, voir Luís de Vasconcelos e Sousa.
Luís de Vasconcelos e Sousa (né le 1er novembre 1742 au Portugal - mort le 24 mars 1809 à Rio de Janeiro) fut le 4e comte de Figueiró et le 12e vice-roi du Brésil, de 1778 à 1790.